# Hailiang Group
Hailiang Group («Хайлян Груп», в переводе с китайского «Группа Морской свет») — китайский частный многопрофильный конгломерат, основные интересы которого сконцентрированы в сфере цветной металлургии, сельского хозяйства, строительства, образования, недвижимости и финансовых услуг. Входит в число крупнейших компаний страны.

## История
Компания Hailiang была основана в 1989 году в Чжуцзи как небольшой медный завод. В августе 1995 года была основана дочерняя Hailiang Education Group (частное образование). В 2004 году была основана Hailiang Metal Trading (торговля металлами). В январе 2008 года дочерняя Zhejiang Hailiang Co. (производство медных изделий) вышла на Шэньчжэньскую фондовую биржу. В январе 2010 года была основана дочерняя Zhuji Haibo Micro-Credit Co. (кредитование).
В июне 2014 года дочерняя компания группы Rich Pro Investments приобрела 77,54 % акций гонконгской компании Sunlink International, которая в феврале 2015 года сменила название на Hailiang International Holdings. В октябре 2014 года Zhuji Haibo Micro-Credit Co. также вышла на фондовую биржу. В июле 2015 года Hailiang Education Group вышла на американскую биржу NASDAQ; по итогам 2015 года объем производства Hailiang Copper составил 120 тыс. тонн меди.
В марте 2019 года Zhejiang Hailiang Co. купила у немецкой KME Group (Оснабрюк) пять заводов по производству медных и латунных изделий в Германии, Италии, Испании и Франции. В 2021 году Hailiang Group заняла 459-е место в рейтинге Fortune Global 500, 16-е место в рейтинге 500 крупнейших предприятий Китая и третье место среди частных компаний провинции Чжэцзян.

## Деятельность
Zhejiang Hailiang Co. является ядром Hailiang Group и занимается производством медной, латунной и алюминиевой продукции (трубы, фитинги, стержни, слитки, профили, электрические провода и проволока), а также промышленного оборудования для обработки меди (в том числе широкого ассортимента пресс-форм). Заводы Zhejiang Hailiang Co. расположены в Шаосине, Тунлине, Шанхае, Гуанчжоу, Цзянмыне, а также во Вьетнаме, Германии, Италии, Испании и Франции. Hailiang Real Estate развивает проекты, строит жилые дома и управляет недвижимостью в крупнейших городах Китая. Компания Natregro выращивает экологически чистую сельхозпродукцию, разводит морепродукты, производит продукты быстрого приготовления и развивает сеть франчайзинговых продуктовых магазинов.
Hailiang Education Group входит в тройку крупнейших в Китае частных компаний, которые занимаются начальным образованием по международным стандартам (развивает сеть детских садов, школ иностранных языков, начальных, средних и старших школ, подготовительных курсов для поступления в университет). Финансовые компании группы (Hailiang Group Finance Co., Zhuji Haibo Micro-Credit Co. и Zhejiang Hailiang Financing and Rental Co.) предоставляют различные финансовые услуги, в том числе занимаются микрокредитованием и лизингом; Hailiang Group является акционером Bank of Ningxia и Bank of Hangzhou Consumer Finance.
Также дочерние структуры Hailiang Group управляют сетью отелей, в том числе Chongqing Haiyu International Hot Spring Hotel, Hailiang Plaza и Hailiang Garden Hotel. Кроме того, Hailiang Group активно развивает бизнес в сфере охраны окружающей среды, в том числе энергосберегающие технологии, технологии очистки газов и сточных вод, производство новых материалов и катализаторов денитрификации.    

### Структура

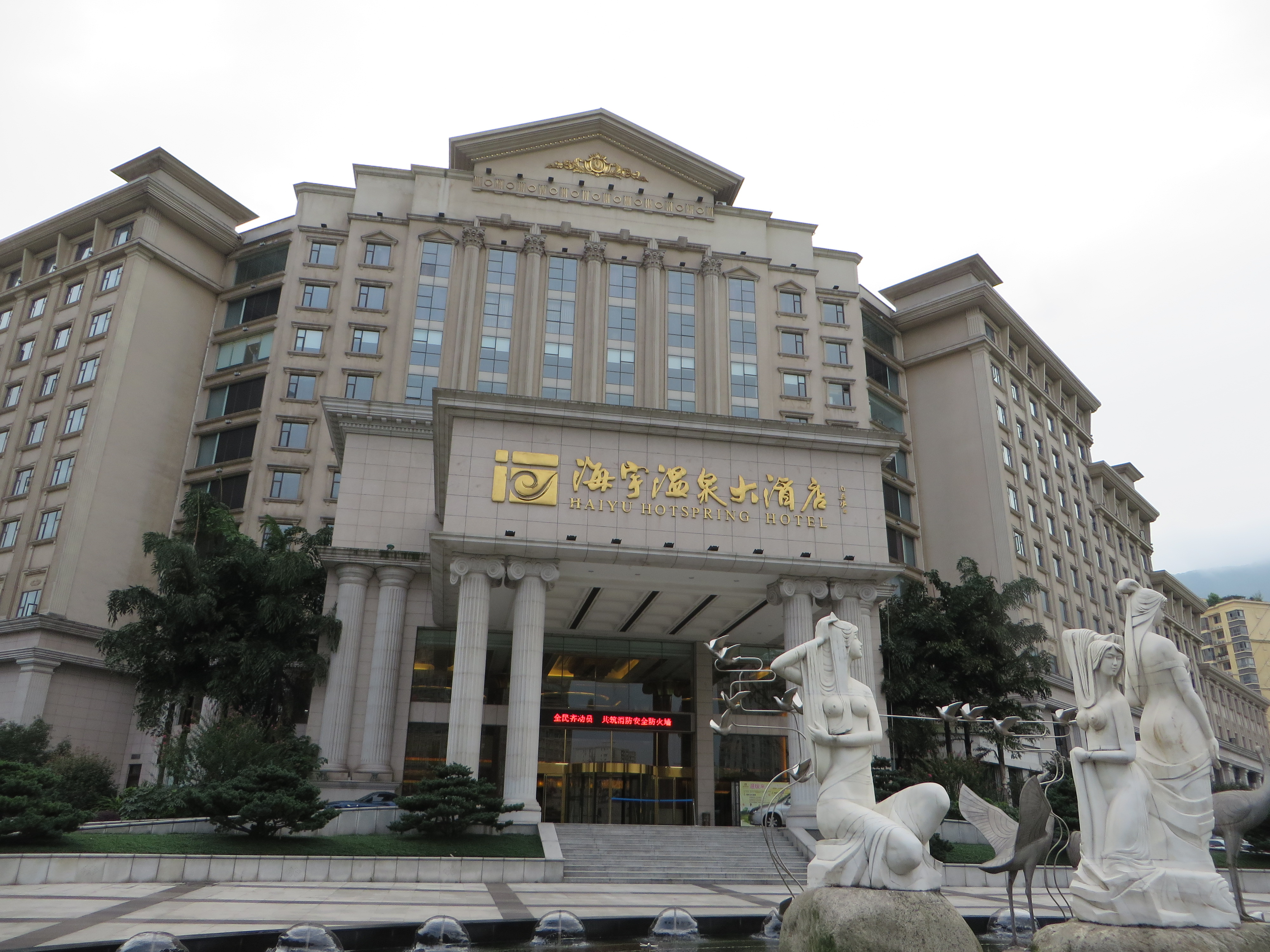
Отель Haiyu International Hot Spring в Чунцине

В состав Hailiang Group входит несколько публичных и других аффилированных компаний: 
- Zhejiang Hailiang Co. (медные трубы и фитинги)[20][21][22]
  - Zhejiang Keyu Metal Materials
  - Shanghai Hailiang Copper
  - Hailiang (Anhui) Cooper
  - Hailiang (Vietnam) Metal Products
  - Shaoxing KIM Machinery & Equipment
  - Honghe Henghao Mining Co.
  - Congo (Kinshasa) International Mining Co.
  - Luvata Group
  - JMF
  - Zhejiang Copper Processing Research Institute
- Hailiang Metal Trading Group (торговля медью, цинком и алюминием)
- Hailiang Education Group (частное образование)[23][24][25]
  - Hailiang Education Park (Шаосин)
- Hailiang International Holdings (торговля металлами, недвижимость и электроника)[26]
- Hailiang Real Estate Holding Group (жилищное строительство)
- Natregro (продукты питания и розничная торговля)
- Hailiang Group Finance Co. (финансовые услуги)
- Hailiang Financing and Rental (финансовые услуги)
- Zhuji Haibo Micro-Credit Co. (кредитование)
- Zhejiang Hailiang Investment Co. (инвестиции)